# 中野島村 (徳島県)
中野島村（なかのしまむら）は、かつて徳島県那賀郡にあった村。

## 地理
那賀川下流南岸の平坦地に位置する。役場を柳島字北条に成立。村名は、那賀川と桑野川に挟まれて島状になっていたためつけられたものではないかと推測されるが、未詳である。
現在の阿南市横見町・柳島町・上中町（旧中原村・岡村・南島村）。
河川：那賀川・桑野川・岡川

## 沿革
- 1889年（明治22年）10月01日 - 町村制施行に伴い那賀郡横見村、柳島村、中原村、岡村、南島村が合併し、中野島村が発足。
- 1954年（昭和29年）03月31日 - 那賀郡富岡町、長生村、宝田村、大野村（一部）と合併し、富岡町を新設して消滅。